# Nenad Marjanović Zulim
Nenad Marjanović Zulim (Zagreb, 21. travnja 1951. – Zagreb, 27. lipnja 2014.) bio je hrvatski radijski voditelj, glazbeni urednik i književnik. Okušao se i na estradi kao tekstopisac za pop-pjesme poznatih hrvatskih glazbenika te u pisanju filmskih scenarija. Najpoznatiji je po uređivanju emisije Vrijeme vinila.

## Životopis
Diplomirao je komparativnu književnost i anglistiku, a završio je Srednju muzičku školu “Pavao Markovac” u Zagrebu. 1999. bio je kandidatom za glavnog urednika HTV-a. Vodio je od 2009. poznatu emisiju Drugog programa Hrvatskog radija, Vrijeme vinila. Pisao je za Cantus, glasilo Hrvatskog društva skladatelja. Iste godine njegovo djelo Hobotnice u akvariju bilo je prijavljeno za nagradu Marin Držić. Utorkom je vodio radijsku emisiju Po vašem izboru.

## Djela
- Coup de grace, roman, 2003.
- Pedeset zlatnih godina, monografija o Zagrebfestu, HDS - Cantus, glasilo Hrvatskog društva skladatelja, 2003. (ur. Erika Krpan), ISBN 953-98176-2-5
- Hobotnice u akvariju, dramski tekst, 2009.
- scenarij za film Kositreno srce (1994.)
- stihovi za pjesme: Tajči — „Noć od kristala”; Božidar Alić i Arsen Dedić — „Souvenir”; Đurđica Barlović — „Poljubit ću te kasnije”

## Vanjske poveznice
- HRT / Leksikon radija i televizije: Marjanović Zulim, Nenad  Arhivirana inačica izvorne stranice od 12. lipnja 2018. (Wayback Machine)
- Discogs
- Vrijeme vinila - HRT  Arhivirana inačica izvorne stranice od 15. ožujka 2014. (Wayback Machine)
- Nenad Marjanović Zulim u internetskoj bazi filmova IMDb-u (engl.)